# Ex dono

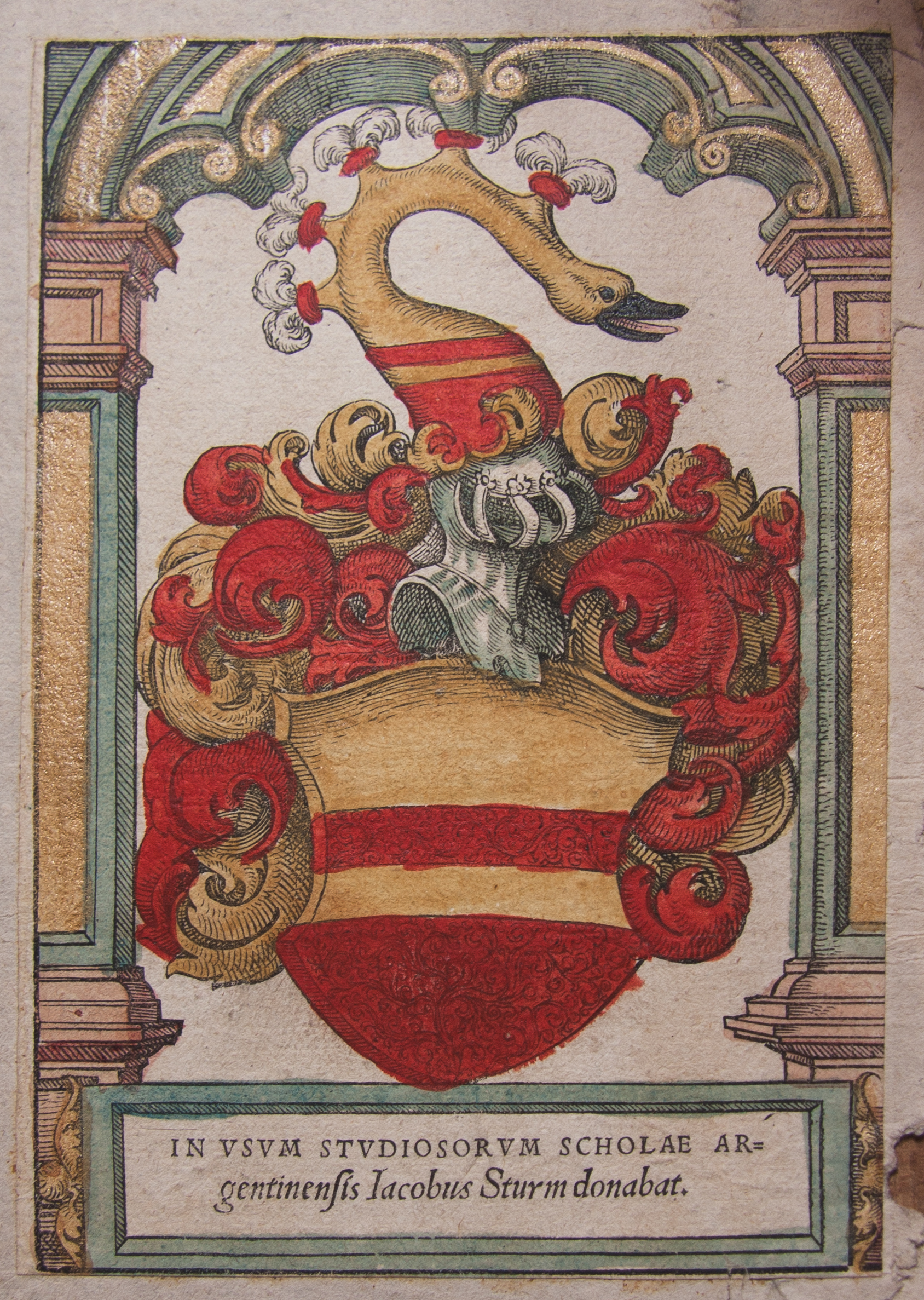
Ex dono impreso y pintado de Jacobo Sturm, 1550, realizado por el Collège Saint-Guillaume.

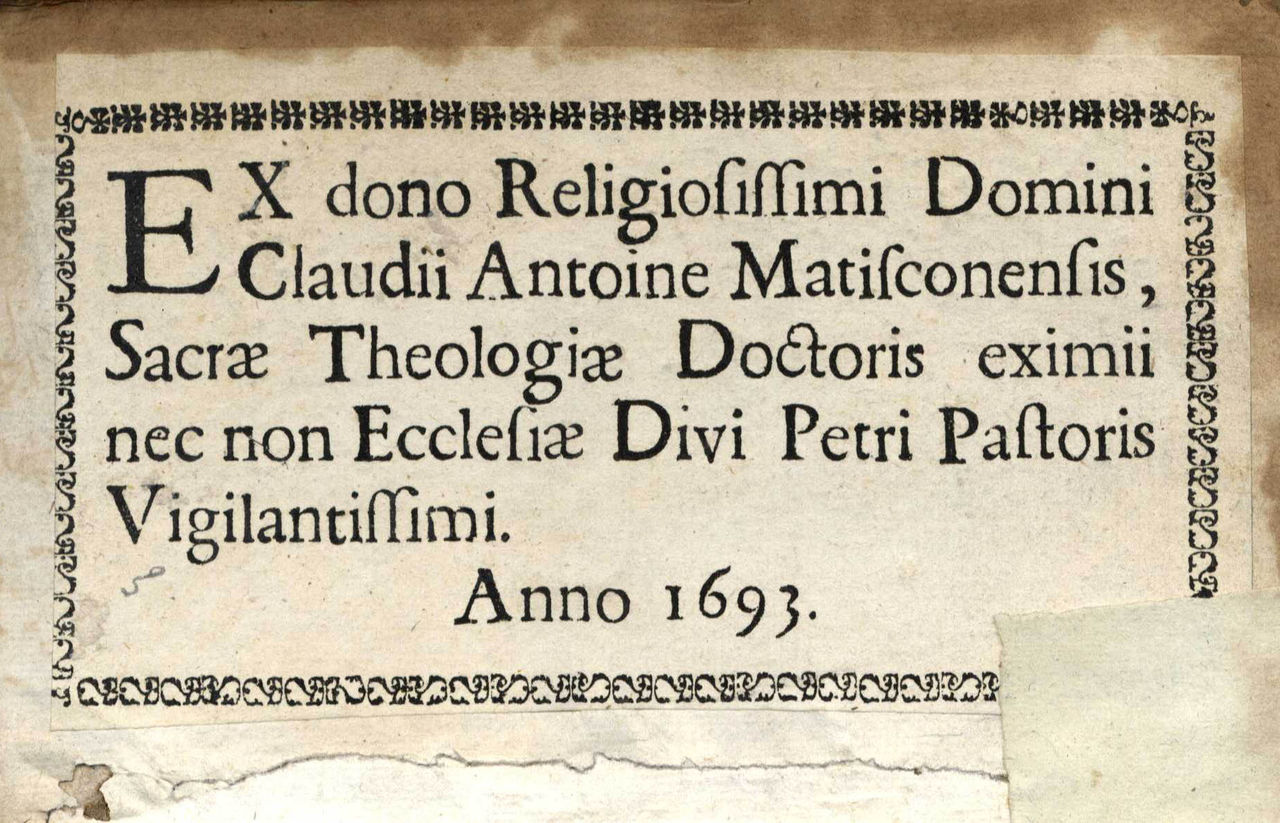
Ex dono impreso de Antoine Claude, 1693, que dona su libro al Colegio de Mâcon.

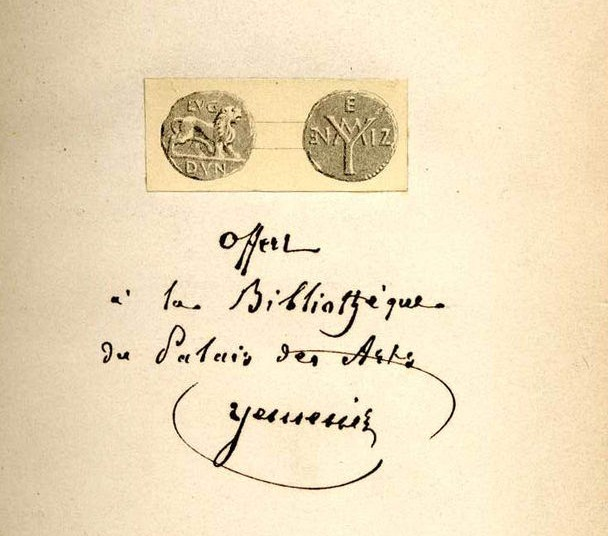
Ex dono manuscrito de Nicolas Yemeniz, acompañado de un ex libris impreso.

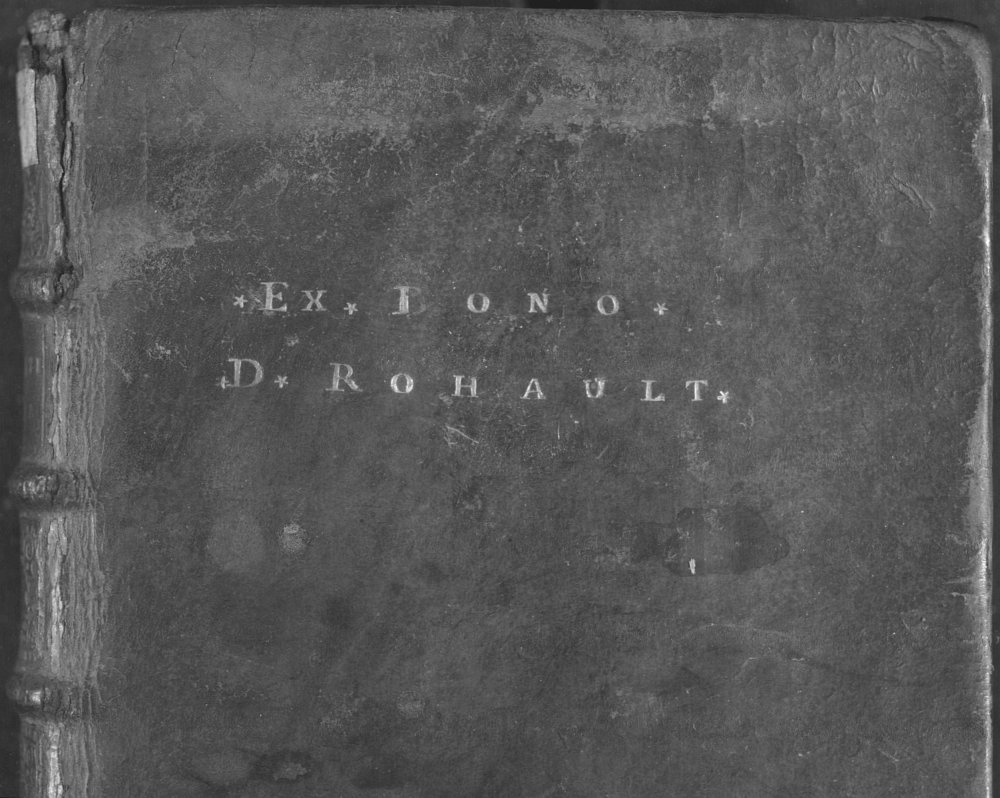
Ex dono estampado en caliente en la encuadernación de una Physica, de Jacques Rohault, c. 1702.

Un ex dono o exdono es una locución latina que traducida literalmente, significa "procedente de una donación". Es una inscripción para recordar que un objeto, usualmente un libro, ha sido donado por alguien. En los museos, también se marcan ex dono las obras de arte u objetos que han sido donados generosamente por personas (o, más raramente, entidades). Va seguido por el nombre del que la ofrece.

## Descripción
La inscripción no es necesariamente realizada por la mano del donante, a diferencia de un autógrafo o dedicatoria.
Los ex dono pueden situarse en la parte superior de la contraportada de un libro, en la página de guarda, portadilla, o más raramente, en la portada. Puede constar de inscripciones manuscritas o impresas. Cuando el ex dono está impreso, puede adoptar la forma de una etiqueta pegada, impresa o grabada, en particular cuando el beneficiario es un institución. El ex-dono también puede aparecer sobra la encuadernación. Esta práctica se desarrolló, sobre todo, en el siglo XVIII, aunque existen otros más antiguos.
Normalmente, un libro que tiene un ex dono permite establecer su procedencia, pues ha sido parte de la biblioteca del donante. Sin embargo, para algunos ex dono, es difícil determinar si las obras  pertenecían en realidad a los donantes, ya que podría ser un regalo monetario a una institución que luego inscribía al donante, en su honor, en los libros.